# Tinkoff-Saxo/Saison 2014
Dieser Artikel listet Erfolge und Fahrer des Radsportteams Tinkoff-Saxo in der Saison 2014 auf.

## Erfolge in der UCI World Tour
| Datum                    | Rennen                             | Sieger           |
| ------------------------ | ---------------------------------- | ---------------- |
| 15. März                 | 4. Etappe Tirreno–Adriatico        | Alberto Contador |
| 16. März                 | 5. Etappe Tirreno–Adriatico        | Alberto Contador |
| 12.–18. März             | Gesamtwertung Tirreno–Adriatico    | Alberto Contador |
| 7. April                 | 1. Etappe Vuelta al País Vasco     | Alberto Contador |
| 7.–12. April             | Gesamtwertung Vuelta al País Vasco | Alberto Contador |
| 21. Mai                  | 11. Etappe Giro d’Italia           | Michael Rogers   |
| 31. Mai                  | 20. Etappe Giro d’Italia           | Michael Rogers   |
| 19. Juli                 | 14. Etappe Tour de France          | Rafał Majka      |
| 22. Juli                 | 16. Etappe Tour de France          | Michael Rogers   |
| 23. Juli                 | 17. Etappe Tour de France          | Rafał Majka      |
| 7. August                | 5. Etappe Tour de Pologne          | Rafał Majka      |
| 8. August                | 6. Etappe Tour de Pologne          | Rafał Majka      |
| 3.–9. August             | Gesamtwertung Tour de Pologne      | Rafał Majka      |
| 8. September             | 16. Etappe Vuelta a España         | Alberto Contador |
| 13. September            | 20. Etappe Vuelta a España         | Alberto Contador |
| 23. August–14. September | Gesamtwertung Vuelta a España      | Alberto Contador |

## Erfolge in der UCI Europe Tour
| Datum         | Rennen                                 | Kat. | Sieger           |
| ------------- | -------------------------------------- | ---- | ---------------- |
| 22. Februar   | 4. Etappe Volta ao Algarve             | 2.1  | Alberto Contador |
| 6. Juni       | 2. Etappe Luxemburg-Rundfahrt          | 2.HC | Matti Breschel   |
| 7. Juni       | 3. Etappe Luxemburg-Rundfahrt          | 2.HC | Matti Breschel   |
| 4.–8. Juni    | Gesamtwertung Luxemburg-Rundfahrt      | 2.HC | Matti Breschel   |
| 21. Juni      | 2. Etappe Route du Sud                 | 2.1  | Nicolas Roche    |
| 20.–22. Juni  | Gesamtwertung Route du Sud             | 2.1  | Nicolas Roche    |
| 29. Juni      | Dänische Meisterschaft – Straßenrennen | CN   | Michael Valgren  |
| 11. Juli      | 6. Etappe Österreich-Rundfahrt         | 2.HC | Jewgeni Petrow   |
| 8. August     | 3. Etappe Post Danmark Rundt           | 2.HC | Manuele Boaro    |
| 6.–10. August | Gesamtwertung Post Danmark Rundt       | 2.HC | Michael Valgren  |

## Zugänge – Abgänge
| Zugänge                     | Team 2013                   | Abgänge              | Team 2014                   |
| --------------------------- | --------------------------- | -------------------- | --------------------------- |
| Iwan Rowny                  | Ceramica Flaminia-Fondriest | Jonathan Cantwell    | Drapac Professional Cycling |
| Nikolai Trussow             | Cyclingteam de Rijke-Shanks | Mads Christensen     | Cult Energy Vital Water     |
| Michal Kolář                | Dukla Trenčín Trek          | Jonas Aaen Jørgensen | Riwal Platform Cycling Team |
| Michael Valgren             | Team Cult Energy            | Takashi Miyazawa     | Vini Fantini Nippo          |
| Jesper Hansen               | Team Cult Energy            | Anders Lund          | Karriereende                |
| Paweł Poljański             | Neoprofi                    | Benjamín Noval       | Karriereende                |
| Eduard Beltrán (ab 1. März) | Nankang-Fondriest           | Timothy Duggan       | Karriereende                |

## Mannschaft
| Name                 | Geburtstag         | Nationalität |              |
| -------------------- | ------------------ | ------------ | ------------ |
| Michael Valgren      | 7. Februar 1992    | Dänemark     |              |
| Eduard Beltrán       | 18. Januar 1990    | Kolumbien    |              |
| Daniele Bennati      | 24. September 1980 | Italien      |              |
| Manuele Boaro        | 12. März 1987      | Italien      |              |
| Matti Breschel       | 31. August 1984    | Dänemark     |              |
| Alberto Contador     | 6. Dezember 1982   | Spanien      |              |
| Jesper Hansen        | 23. Oktober 1990   | Dänemark     |              |
| Jesús Hernández      | 28. September 1981 | Spanien      |              |
| Christopher Juul     | 6. Juli 1989       | Dänemark     |              |
| Michal Kolář         | 21. Dezember 1992  | Slowakei     |              |
| Roman Kreuziger      | 6. Mai 1986        | Tschechien   |              |
| Karsten Kroon        | 29. Januar 1976    | Niederlande  |              |
| Marko Kump           | 9. September 1988  | Slowenien    |              |
| Rafał Majka          | 12. September 1989 | Polen        |              |
| Jay McCarthy         | 8. September 1992  | Australien   |              |
| Michael Mørkøv       | 30. April 1985     | Dänemark     |              |
| Sérgio Paulinho      | 26. März 1980      | Portugal     |              |
| Jewgeni Petrow       | 25. Mai 1978       | Russland     |              |
| Bruno Pires          | 15. Mai 1981       | Portugal     |              |
| Paweł Poljański      | 6. Mai 1990        | Polen        |              |
| Nicolas Roche        | 3. Juli 1984       | Irland       |              |
| Michael Rogers       | 20. Dezember 1979  | Australien   |              |
| Iwan Rowny           | 30. September 1987 | Russland     |              |
| Chris Anker Sørensen | 5. September 1984  | Dänemark     |              |
| Nicki Sørensen       | 14. Mai 1975       | Dänemark     |              |
| Rory Sutherland      | 8. Februar 1982    | Australien   |              |
| Matteo Tosatto       | 14. Mai 1974       | Italien      |              |
| Nikolai Trussow      | 2. Juli 1985       | Russland     |              |
| Oliver Zaugg         | 9. Mai 1981        | Schweiz      |              |
| Stagiaires           | Stagiaires         | Nationalität | Nationalität |
| Rasmus Guldhammer    | Rasmus Guldhammer  | Dänemark     |              |